# Brooksville (Kentucky)
Brooksville is een plaats (city) in de Amerikaanse staat Kentucky, en valt bestuurlijk gezien onder Bracken County.

## Demografie
Bij de volkstelling in 2000 werd het aantal inwoners vastgesteld op 589.
In 2006 is het aantal inwoners door het United States Census Bureau geschat op 609, een stijging van 20 (3,4%).

## Geografie
Volgens het United States Census Bureau beslaat de plaats een oppervlakte van
1,5 km², geheel bestaande uit land. Brooksville ligt op ongeveer 295 m boven zeeniveau.

## Plaatsen in de nabije omgeving
De onderstaande figuur toont nabijgelegen plaatsen in een straal van 20 km rond Brooksville.